# FLT4
FLT4‏ (Fms related tyrosine kinase 4) هوَ بروتين يُشَفر بواسطة جين FLT4 في الإنسان.